# Pacifische ijsvogel
De Pacifische ijsvogel (Todiramphus sacer) is een vogel uit de familie Alcedinidae (ijsvogels). Deze soort wordt vaak nog beschouwd, onder andere door BirdLife International, als ondersoort van de witkraagijsvogel (T. chloris) en is daarom niet als soort geëvalueerd voor een IUCN-status.

## Verspreiding en leefgebied
De Pacifische ijsvogel komt voor in het zuidwesten van de Grote Oceaan. Er worden 22 ondersoorten onderscheiden:
- T. s. torresianus: Torreseilanden.
- T. s. santoensis: Bankseilanden en Espiritu Santo.
- T. s. juliae: van Maewo tot Efate.
- T. s. erromangae: Erromango.
- T. s. tannensis: Tanna.
- T. s. sacer: Tonga.
- T. s. pealei: Tutuila (Amerikaans Samoa).
- T. s. manuae: Ofu-Olosega en Ta'u (Manu'a-eilanden in Amerikaans-Samoa).
- T. s. pavuvu: Pavuvu (Russell-eilanden).
- T. s. mala: Malaita.
- T. s. amoenus: Rennell-Bellona.
- T. s. sororum: Olu Malau.
- T. s. solomonis: Makira en de nabijgelegen eilanden.
- T. s. brachyurus: Reefeilanden.
- T. s. vicina: Duffeilanden.
- T. s. ornatus: Nendö en Tinakula.
- T. s. utupuae: Utupua.
- T. s. melanodera: Vanikoro.
- T. s. vitiensis: Lomaiviti-eilanden, Vanua Levu en Taveuni.
- T. s. eximius: Kadavu en Ono (zuidwestelijk Fiji).
- T. s. regina: Futuna (centraal Polynesië).
- T. s. marinus: Lau-eilanden.